# Tuttle (Oklahoma)
Pour les articles homonymes, voir Tuttle.

## Géographie
À une vingtaine de kilomètres au sud-ouest de la capitale de l'État Oklahoma City, Tuttle fait partie d'une zone de forte croissance située dans la partie nord des comtés de McClain et de Grady et connue sous le nom de « Tri-City Area » (la zone des trois-villes, les deux autres villes étant celles de Newcastle et de Blanchard). On considère parfois que la ville de Bridge Creek fait aussi partie des « Tri-Cities ».

## Démographie
Au recensement de 2000, on dénombrait dans la ville 4 294 habitants, 1 585 ménages, et 1 272 familles et 1 648 unités d'habitation d'une densité moyenne de 21,8/km². La composition ethnique était de 91,34 % de Blancs, 4,98 % d'Amérindiens, 2,21 % d'Hispaniques ou « Latinos », 0,16 % d'Asiatiques, 0,09 % d'autres ethnies et 3,42 % de métis.
Parmi les ménages, 38,5 % avaient des enfants de moins de 18 ans vivant sous le même toit, 67,9 % étaient des couples mariés vivant ensemble, 9,1 % des femmes seules, et 19,67 % des « non-familles ». 16,3 % des ménages étaient des personnes seules et 6,8 % des personnes seules âgées de 65 ans ou plus. La taille moyenne des ménages était de 2,69 et la taille moyenne des familles de 3.02.
Toujours au recensement de 2000, La répartition par tranche d'âge de la ville était de 26,7 % de moins de 18 ans, 8,5 % de 18 à 24 ans, 27,7 % de 25 à 44 ans, 26,4 % de 45 à 64 ans, et de 10,7 % de 65 ans ou plus. La médiane des âges était de 37 ans. On comptait 97,5 individus masculins pour 100 individus féminins, cette proportion passant à 92.4 hommes pour 100 femmes après 18 ans.
Le revenu moyen d'un ménage était de 40 396 dollars et la médiane des revenus pour une famille se situait à 48 682 dollars. Les hommes avaient une médiane des revenus à 35 599 dollars contre 25 850 dollars pour les femmes. Le revenu par habitant était de 18 250 dollars. Environ 4,5 % des familles et 5,8 % de la population était au-dessous du seuil de pauvreté, y compris 6 % des moins de 18 ans et 10,2 % des plus de 65 ans.

## Sport
Tuttle possède une forte tradition sportive. En 2005, les « Tuttle Tigers » remportèrent le championnat des écoles secondaires d'État de Classe 3A de football américain sur un score de 14-0, pour la seconde fois en 5 ans (leur premier titre datant de 2001).

En 2006, les « Tigres » obtinrent 32 victoires à 6 durant la saison régulière de baseball ce qui leur valut la victoire dans le championnat des écoles secondaires d'État de Classe 4A de baseball de l'Oklahoma. Tuttle avait déjà remporté le championnat de Classe 3A en 1998. Durant ces années, les deux équipes ont également remporté les honneurs du championnat d'état académique dans leurs divisions respectives. Tyler Henson, un athlète sénior des écoles secondaires des 3 sports a été sélectionné au 5e tour des sélections de la Ligue majeure de baseball en 2006 par les « Orioles de Baltimore ». Le vainqueur du trophée Heisman en 2003, Jason White, est originaire de Tuttle.
Le programme de softball à balle rapide a obtenu 5 titres d'État en 1994, 1995, 1996, 1997 et 2001.
Le programme de lutte a aussi 5 équipes détentrices de titres d'état en 1990, 1996, 1997, 2002 et 2003. Tuttle a été en outre champion de deux états en Classe 3A en 1989, 1990 et 1992, et en classe 2A en 1997, 1998 et 2002.
Tuttle a aussi une riche tradition de cheerleading. L'équipe de « varsity cheerleading » a remporté le championnat de l'Oklahoma de Classe 3A huit fois (en 1990 et 1991 et de 1993 à 1998) en étant finaliste en 1992 et 1999, et celui de la Classe 4A en 1989.

## L'affaire CentOS
Tuttle a acquis une certaine notoriété dans les milieux techniques en mars 2006, lorsque son maire, Jerry A. Taylor, écrivit une série d'e-mails aux développeurs de CentOS, le service de distribution de Linux, pour se plaindre que cette compagnie avait piraté le site officiel de la ville afin de le rendre inaccessible. Malgré les efforts pour convaincre Taylor que le problème venait d'une simple erreur de configuration du serveur hébergeur, Taylor menaça de faire appel au FBI ; même après s'être rendu compte que la faute reposait sur le fournisseur hôte du site, Taylor continua à attaquer CentOS (qui non seulement n'était pas responsable du problème, mais n'avait aucune obligation de s'en occuper) en disant qu'une aide adéquate aurait permis de le résoudre bien plus vite.
Par la suite, le magazine hebdomadaire de Tuttle, le Tuttle Times, a publié cet échange d'e-mails et les réactions internationales qu'il a déclenchées.
Selon cet article, Taylor n'a eu aucun regret d'avoir menacé CentOS du FBI, disant que cela lui avait valu la considération d'un « Mr. Taylor » et permis d'« obtenir de CentOS les renseignements demandés ». Taylor tint ensuite des propos dénigrant les logiciels libres, en disant de CentOS qu'il s'agissait d'un « système d'exploitation libre que ce gars donne pour rien, ce qui en dit long sur le temps qu'il a pu consacrer à son élaboration ». Il s'agissait là d'une allusion à des critiques émises en ligne contre ces « voyous [...] n'ayant rien de mieux à faire ». Selon le Tuttle Times, Mr. Taylor se définit lui-même comme « un expert en systèmes informatiques, avec plus de 22 années d'expérience dans ce domaine ».
Le Tuttle Times a publié par la suite une lettre de Johnny Hughes, le développeur de CentOS, comportant une clarification des déclarations publiées dans cet article.
Après sa déclaration initiale : « je n'ai pas peur des médias, en fait je trouve bienvenue leur publicité » - qui avait décidé Johnny Hughes à porter l'incident à la connaissance du public - Jerry Taylor changea apparemment d'avis sous l'effet d'une avalanche d'e-mails d'utilisateurs de CentOS et demanda que The Register, une des publications qui s'était fait l'écho de cette histoire, cesse d'inquiéter ces utilisateurs.
Malgré cette controverse, Taylor se vit octroyer par le conseil municipal une augmentation de salaire de 5 000 dollars, ce qui lui permit d'en conclure qu'il avait fait un « boulot remarquable ».